# Anticlea occidentalis
Anticlea occidentalis là một loài thực vật có hoa trong họ Melanthiaceae. Loài này được (A.Gray) Zomlefer & Judd mô tả khoa học đầu tiên năm 2002.